# 神奈川歯科大学附属病院
神奈川歯科大学附属病院（かながわしかだいがくふぞくびょういん）は神奈川県横須賀市小川町1番地にある医療機関。学校法人神奈川歯科大学の附属病院である。

## 沿革
- 1964年04月 - 神奈川歯科大学附属医院として開設
- 1969年10月 - 新病院竣工、神奈川歯科大学附属病院となる
- 2017年11月 - 新附属病院を小川町に新築移転

## 診療科
公式サイトによると、以下の診療科を設置している。
| - 画像診断科（医科） - 一般内科 - 糖尿病・内分泌内科 - 腎臓内科 - 消化器内科 - 認知症・高齢者総合内科 | - 口腔外科 - 歯科麻酔科 - 画像診断科（歯科） - 顎・口腔インプラント科 - 義歯診療科 - 歯周病診療科 - デジタル歯科診療科 - マイクロスコープ診療科 - 保存・修復診療科 - 矯正歯科 - 小児歯科 - 総合診療 - 全身管理高齢者歯科 - 障がい者歯科 |

## アクセス
- 京浜急行本線「横須賀中央駅」下車
  - 東口徒歩10分
- JR横須賀線「横須賀駅」下車
  - 京浜急行バス利用
    - 1番のりば…「衣笠駅」行き等
    - 2番のりば…「三崎東岡」行き等
    - 3番のりば…「観音崎」「堀内」行き等